# Georg Albrecht von Kromsdorf (1632)
Georg Albrecht von Kromsdorf (gest. 17. Januar 1632) in Quedlinburg stammte aus der Adelsfamilie von Kromsdorf.
Er war Sohn von Georg Albrecht von Kromsdorf (1544–1611), der 1580 Schloss Kromsdorf erbaute. Nach dem Tod des Vaters erbte er gemeinsam mit seinen drei Brüdern die Hälfte des Klosterguts Ottenhausen. Aus seiner 1618 geschlossenen Ehe mit Anna Elisabetha geborene von Wurm (1600–1661) ging der Sohn Albrecht Christian von Kromsdorf (1626–1684) hervor, an den sein Besitz fiel.
Mit ihm und schließlich seinem Sohn erlosch der thüringische Zweig des Geschlechts von Kromsdorf im Mannesstamm. Seine Tochter Anna Sabina starb am 24. Januar 1698 als Witwe von Georg Adam von Werthern zu Ballhausen ohne Nachkommen.